# Šehzade Bájezíd (syn Sulejmana I.)
Šehzade Bájezíd (1527 palác Topkapi – 25. září 1561 Kazvín; osmansky: شهزاده بايزيد‎) byl osmanský princ jako syn sultána Sulejmana Nádherného a Hürrem Sultan.

## Život
Bájezíd byl synem sultána Sulejmana I. (1494–1566), známého jako Velkolepý či Nádherný, a jeho oblíbenkyně a později legální manželky Hürrem Sultan (cca 1500–1558).
Každý osmanský princ a možný budoucí sultán byl poslán do provincie, ve které se stal guvernérem a de facto jí vládl. Bájezíd se stal guvernérem provincie Anatolia (turecky sancak).
V roce 1543 Bájezíd doprovázel svého otce na tažení do Uher. V roce 1544 byl jmenován guvernérem oblasti Karaman, poté odešel do Konje. V letech 1548–49 žil v Aleppu, kde strávil několik měsíců ve společnosti a blízkosti Sulejmana. Nicméně během otcovy dvanácté výpravy v roce 1553 do Nachičevanu v Safíovském Íránu, části současného Ázerbájdžánu, byl poslán do Edirne, hlavní evropské části Osmanské říše. Bylo to kvůli kontrole Rumélie, kterou během výpravy nemohl hlídat jeden z jeho bratrů. Jejich otce doprovázel Cihangir. Během této výpravy, dne 6. října, byl jeho starší nevlastní bratr Šehzade Mustafa na příkaz jejich otce uškrcen. Zprávy o popravě pobouřily celou říší, největší nepokoje byly právě v Rumélii, kterou měl Bájezíd dočasně na starost. Nepokoje uklidnil až Sulejman vracející se z výpravy.
Psal básně pod pseudonymem Şahi.

## Boj o trůn
Sulejman měl pět synů. Jeho druhý syn Mehmed zemřel v roce 1543. Po popravě Mustafy v roce 1553, který byl první v pořadí na trůn, a smrti Šehzade Džihangira, nejmladšího bratra, který byl od narození slabší a nemocný, zůstali už jen dva potenciální sultáni: Šehzade Selim (pozdější sultán Selim II.) a právě Bájezíd. Selim byl guvernérem provincie Manisa a Bájezíd byl guvernérem Kütahya, dvou velkých měst významných stejně jako Konstantinopol, tehdejší hlavní město.
Když bylo Sulejmanovi 60 let, boj o trůn mezi dvěma bratry začal. Sulejman nechtěl, aby došlo k vraždě, a tak bratry rozdělil: Selim byl poslán do provincie Konya a Bájezíd do provincie Amasya. Obě provincie byly příliš vzdálené od Konstantinopole. Selim byl rychlý a okamžitě se přesunul do Konye. Bájezíd však protestoval a nechtěl odjet do Amasye kvůli tomu, že tam byl poslán Mustafa a následně byl popraven. Myslel si, že otec s ním má stejné úmysly. Pobouřený Sulejman nazval Bájezída rebelem a vydal nařízení, že po jeho smrti bude sultánem Selim. To však nezastavilo bratry v boji, Selim společně s Mehmedem Pašou Sokolovićem plánoval zabít Bájezída nedaleko Konye 31. května 1559.

## Bájezíd po bojích se Selimem
Bájezíd nakonec odjel do Amasye, ze které pak odjel do Persie se svými syny a malou armádou. Bájezída přivítal sám perský šáh Tahmasp, který byl úhlavním nepřítelem sultána Sulejmana a Osmanské říše. Jakmile se o tom Sulejman dozvěděl, vyslal do Persie několik poselstev s žádostí o vydání Bájezída. Šáh nakonec souhlasil a Bájezíd byl popraven společně se svými syny 25. září 1561 v safíjovském hlavním městě Kazvínu v Persii osmanským katem.

## Manželka a rodina

### Synové
- Šehzade Orhan (1543,Kütahya – 25. září 1561,Kazvín)
- Šehzade Osman (1545, Kütahya – 25. září 1561, Kazvín)
- Šehzade Abdullah (1548, Kütahya – 25. září 1561, Kazvín)
- Šehzade Mahmud (1552,Kütahya – 25. září 1561,Kazvín)
- Šehzade Mehmet (1559, Amasya – 3. října 1561, Bursa)

### Dcery
- Mihrimah Sultan (1547, Kütahya – 1593, Istanbul)
- Hatice Sultan (narozena a zemřela 1550, Kütahya)
- Ayşe Sultan (1553 Kütahya – 1572, Tokat)
- Hanzade Sultan (narozena a zemřela 1556, Kütahya)